# Goog (rivier)

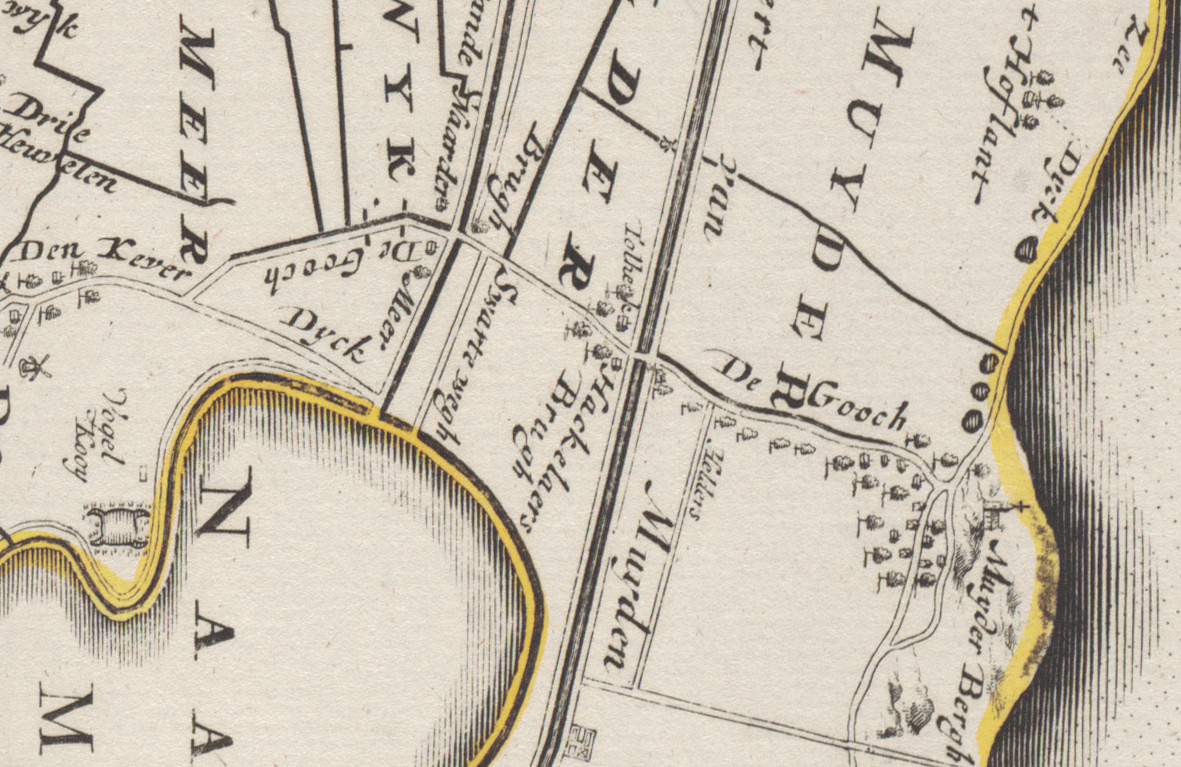
De Goog (De Gooch) - Uitsnede van Nieuwe kaart van den Lande van Utrecht (1743)

De Goog was een riviertje in de regio's het Gooi en de Vechtstreek in de Nederlandse provincie Noord-Holland dat stroomde vanaf een stuwwal in het hoger gelegen Muiderberg naar het Naardermeer.  
In 1641 werd de Naardertrekvaart gegraven en kruiste bij Hakkelaarsbrug het riviertje. Bezoekers van de in 1642 gestichte 
Joodse begraafplaats maakte per trekschuit gebruik van de Goog tussen de Naardertrekvaart en de begraafplaats. Omdat ook het transport van doden over de Goog plaats vond werd deze in de volksmond ook wel de "Jodenvaart" genoemd. Omgekeerd vond transport plaats van afgegraven zand ten behoeve van de ophoging van bouwlocaties in Amsterdam.  
Door verdere zandafgraving in het gebied vanaf de 17e eeuw verdween het riviertje langzamerhand. Van 1881-1939 lag er de trambaan van de Gooische Stoomtram. Ook de aanleg van rijksweg 1 en de spoorlijn Weesp - Lelystad veranderde het landschap rond het Naardermeer ingrijpend.  
Op de plaats van het riviertje ligt nu vanaf de Brink in Muiderberg de Googweg die bij Hakkelaarsbrug overgaat in de "Goog" en nog de kenmerkende meanderende loop van een rivier heeft en overgaat in de Keverdijk. Beide wegen zijn vernoemd naar het riviertje. Goog is Oud-Nederlands en betekent ga-weg, "weg waarlangs men gaat", waarbij de naam van de weg naar het ernaast gelegen water overgegaan is.